# 成田昭次
成田 昭次（なりた しょうじ、1968年8月1日 - ）は、日本の歌手、シンガーソングライター、俳優、ギタリスト。愛知県名古屋市熱田区出身。元ジャニーズ事務所所属。男性アイドルグループ・男闘呼組の元メンバー（1985年 - 1993年、2022年7月 - 2023年8月）。身長175cm。

## ジャニーズ時代の参加ユニット
- 東京男組
- 男闘呼組
- 少年御三家

## 来歴
- 愛知県名古屋市で育ち、名古屋市立旗屋小学校、名古屋市立沢上中学校を卒業した。
- 1つ年上の兄が先にジャニーズJr.として、東京にあるジャニーズ事務所の合宿所に入っていた。そのつてで、名古屋市立沢上中学校3年生の時、名古屋で行われた近藤真彦のコンサートにて、事務所の社長・ジャニー喜多川に会い、「僕もやりたい」と頼んで事務所に入った。
- 1984年に愛知県豊田市の私立男子高校である杜若高等学校へ進学した。1年生の1学期一杯までは通っていたが、夏休み期間を東京のジャニーズ事務所の合宿所で過ごしていた事もあって、2学期からは高校には行かなくなってしまった。そして同年10月に、完全に合宿所へと引っ越し、高校はそのまま中退した。
- 社長のジャニー喜多川が、北公次の“次”の文字を引用して、「成田昭次」という芸名を与えた。
- 1984年12月、「男闘呼組」の前身である「東京（東京男組）」のメンバーとなった。
- 1988年2月、長崎俊一監督の映画「ロックよ、静かに流れよ」に男闘呼組メンバー全員で主役として出演し、映画デビューを果たした[1]。ツッパリグループのリーダー的存在のミネさ役を演じ人気を博した。本映画は、キネマ旬報ベスト・テン４位[2]、第10回ヨコハマ映画祭の作品賞、監督賞、新人賞を受賞するなど高い評価を得ている。
- 1988年8月24日、「男闘呼組」としてレコードデビューを果たす。ボーカルとリードギターを担当し、作詞作曲も手掛けた。第30回日本レコード大賞最優秀新人賞を受賞。NHK紅白歌合戦に出場。
- 1989年には東京ドームでコンサートを行い、NHK紅白歌合戦にも再度出場する[3]。
- 1992年5月に23歳で結婚し、同年10月に女児が誕生した。
- 1993年1月から3月まで日本テレビ系で放映された連続ドラマ「お茶の間」の主人公「花井薫」を演じた[4]。原作は漫画の「バタアシ金魚」の続編である。渡辺満里奈と共演した。
- 1993年6月30日付けで「男闘呼組」は活動を休止し、事実上の解散となった。 その後、ソロで2枚のシングル及び2枚のアルバムをリリースし、ライブハウスを中心に活動した。
- 1995年、この年いっぱいで12年間所属したジャニーズ事務所を退所。この後、高橋和也の父親が経営するバー「マローネ」で１年間ほど弾き語りをしていた。
- 1997年、男闘呼組でドラムのサポートをしていた平山牧伸と、高橋和也の親戚でベーシストの樋渡尚崇とバンド「INORGANIC」を結成し、1998年4月、渋谷エッグマンでの1stライブを皮切りに月2～3回のペースでライブ活動を行った。1998年12月にはアルバム「Deep Emotion」をインディーズからリリース。タワーレコードにてインストア・イベントを決行し、1500枚が即日完売してインディーズ第一位の実績を記録した。1999年12月にアルバム「Inorganic2」をリリースした[5]。自身が影響を受けた70～80年代のハードロック・サウンドを追求した。 2001年解散[6]。2000年にはザ・サーフコースターズとの共演でフラワートラベリンバンドのトリビュートアルバムにギタリストとして参加したり、AIDS啓発イベント「ACT AGAINST AIDS2000 LIVE IN NAGOYA」に参加するなど、インディーズ・シーンで精力的に活動した[5]。
- 2001年8月1日、新バンド「What's」を結成し、NOBODYのプロデュースにより2002年にアルバム「This」を完成させた[6]。
- 日本クラウンに移籍し、2004年1月にソロマキシシングル『ボクノスベテダッタノニ』をメジャーレーベルからリリースした。
- 2006年9月、芸名を「成田昇司」に改名（公式HPにて発表）し、 同年12月、新バンド「SNAG」を結成した。しかし、 2007年10月21日に旧芸名「成田昭次」に戻した（公式HPにて発表）。
- 2009年9月27日、自宅に乾燥大麻を所持していたとして大麻取締法違反で現行犯逮捕された。精力的に音楽活動をするさなかでの逮捕であり、逮捕前日も九州でライブを行なっていた。10月16日､起訴。12月10日、東京地裁にて懲役6ヶ月、執行猶予3年（求刑懲役6ヶ月）が言い渡された。これ以降、長らく消息不明の状態が続いた。本人によると名古屋で一般職に就いていたという[注釈 1]。
- 2019年5月10日、『ロックよ、静かに流れよ』公開30周年記念上映会トークショーにて岡本健一が、男闘呼組のファーストアルバムに収録されている成田のソロ曲「不良」を弾き語りし、『懐かしいね。この映画ものすごい大好きで誇りに思ってるから、みんなによろしく』という成田の伝言が発表された[7]。
- 2019年9月4日、東京ドームで行われたジャニー喜多川お別れの会に参列し、成田の近影が正木慎也によってTwitterに投稿され話題となった[8][9]。
- 2020年11月3日、ビルボードライブ横浜で開催されたLittle Black Dressのライブに特別ゲストとして出演した。「10年以上ぶりなので緊張しています。コロナ禍にもかかわらず、駆け付けてくれてありがとうございます」と挨拶し、男闘呼組の「秋」のアコースティックヴァージョンとデビュー曲「DAYBREAK」を披露した。メインヴォーカルを成田が、コーラスをLittle Black Dress(Ryo)が担当した[10]。高橋や岡本のパートも含め、成田が主旋律を最初から最後まで歌った。なお、本ライブに成田がゲスト参加することが公表されるとチケットはすぐに完売となった。
- 2020年11月9日、Instagramを開設（ページ下部、外部リンク参照）し、約10年ぶりにステージに立つことが出来たことについて感謝の言葉が綴られた。12月27日にはLittle Black Dressと共にビルボードライブ東京にて追加公演を行い、「勝手にしやがれ」、「横須賀ストーリー」、「飾りじゃないのよ涙は」、「六本木心中」(ここまで歌謡メドレー)、男闘呼組の「秋」、「DAYBREAK」、「TIME ZONE」、Little Black Dressの「ちょーかわいい」、「哀愁のメランコリー feat.成田昭次」(当時 新曲)を歌った。
- 2022年7月16日、TBS「音楽の日」に男闘呼組のメンバーとして出演。「TIME ZONE」「DAYBREAK」「パズル」の3曲を男闘呼組復活とし演奏した。2023年8月までの期間で男闘呼組の再活動を発表した。
- 2023年1月、期間限定復活をした男闘呼組メンバーを中心とした、寺岡呼人プロデュースによる新バンド「Rockon Social Club」発表、同年3月1日にアルバム「1988」が発売された。

- 2023年12月26日、NHKは成田昭次が所属するRockon Social Clubが第74回NHK紅白歌合戦にてMISIAの「紅白スペシャル2023」に登場することを発表した[11]。

## 人物
- 愛称は「昭ちゃん」、「昭次くん」、「なりしょう」、「成田くん」、「ナッくん」など。
- ジャニーズ事務所に入所したものの、ダンスが苦手であったことから、同じくダンスが苦手な高橋一也や岡本健一らとともに音楽活動に傾倒して行った。岡本に初めてギターを教えたのは成田である[12]。また、ジャニーズ事務所の先輩である野村義男と親交が深く、野村からギターやクラシックロックを教わった[5]。
- 男闘呼組ではボーカル及びリードギターを担当し作詞作曲も手掛けるとともに、俳優としても活躍した。男闘呼組としての活動が休止した後は、シンガーソングライター及びギタリストとして音楽活動に専念した。
- ハスキーでキーが高めな歌声が特徴である。男闘呼組時代は、主旋律を歌う高橋一也の声に、途中から成田の上ハモリが加わり、サビを成田が歌い上げる展開が多くみられた。ハードな楽曲では巻き舌を駆使している。
- 中学時代の親友がマイケル・シェンカー・グループのアルバム『神』に収録されている「アームド・アンド・レディ（Armed and Ready)」に合わせてギターを弾くのを目の当たりにしてギターに目覚めた。兄もギター好きであり、兄からも多大な影響を受けた[13]。
- 1991年にテレビ出演した際、自身のサウンドルートとして、「子門真人、ベンチャーズ、クールス、ストレイ・キャッツ、マイケル・シェンカー・グループ、UFO、スティーヴィー・レイ・ヴォーン、ロバート・クレイ、マーク・ノップラー」を挙げた[14]。
- シャイで硬派なイメージから、漫画「ホットロード」の実写化の際は、春山役は成田昭次がふさわしいと言われていた。
- 男闘呼組時代の後期及び、ソロ活動時には、成田作曲の楽曲の多くを小竹正人が作詞している。
- ドラえもんの大ファンであることを、テレビ出演時等に公言していた。
- 1992年に結婚した妻とはのちに離婚している。

## 主な出演作品

### テレビドラマ
- 野性誕生 （『ヤンヤン歌うスタジオ』内の5分枠ドラマ）
- Be!Boys - 未完成青春曲 （『ヤンヤン歌うスタジオ』内の5分枠ドラマ）
- 妻たちの課外授業 （1985年10月9日 - 1986年3月26日、日本テレビ）
- ドラマ・女の手記『不倫の構図を追え!・写激狩人フォトハンターII』（1987年）
- ぼくの姉キはパイロット! （1987年8月18日 - 9月22日、TBS）- 星野隼人 役
- オトコだろッ! （1988年7月21日 - 9月22日、フジテレビ）- 黒川功 役
- お茶の間 （1993年1月9日 - 3月20日、日本テレビ）- 主役・花井薫 役
- 不適切にもほどがある! 最終話（2024年3月29日、TBS）[15] - 佐高強（2024年）役

### 映画
- ロックよ、静かに流れよ（1988年2月20日公開、東宝）- 大峰たけし（ミネさ）役
- 少年武道館 （1988年2月20日公開、東宝）
- 新極道の妻たち 覚悟しいや （1993年、東映）- 常石力男 役

### 舞台
- スラブ・ボーイズ （1993年、演出：ロバート・アラン・アッカーマン）

### ラジオ
- いくぞ!男闘呼組（文化放送）
- Teen'sギャング男闘呼組（文化放送、1987年4月 - 9月。『東京っ子NIGHTお遊びジョーズ』 枠内のコーナー番組。）
- ワイルドKNIGHTS男闘呼組
（文化放送、1987年10月 - 1988年3月までは『15はドキドキ ピンクコング』枠内コーナーとして、1988年4月からは再び『お遊びジョーズ!!』枠内のコーナーとして放送。）
- 男闘呼 DE NIGHT!（ニッポン放送）
- 男闘呼 DE NIGHT!ぶっちぎり爆走LIVE （ニッポン放送、1990年3月21日放送。XのTOSHIとTAIJIがLIVEにゲスト参加した。）
- ミッドナイト・スペシャル Part1（ABCラジオ、一夜限りの放送。翌日放送のPart2はSMAPが担当。）
- 成田昭次のMidnight rock's （文化放送）
- TOKYO MUSIC SHOW（InterFM、2021年3月25日にゲスト出演。2022年4月14日放送分は番組パーソナリティーのリトルブラックドレスのピンチヒッターとして、男闘呼組の高橋和也と32年ぶりラジオ共演。2022年10月6日から2023年3月30日までリトルブラックドレスと共にダブルDJとして、レギュラー出演。）[16][17][18]
- 成田昭次のRockon The Knight（ニッポン放送、2023年10月5日 - ）

### CM
- 明治製菓 （現：明治）「アーモンドゴールド」
- 服部セイコー 腕時計「アヴェニュー」（1989年）- 男闘呼組のメンバーとして出演
- 江崎グリコ 「アーモンドチョコレート」（1989年 - 1990年）- 同上
- 呉工業
  - 「オキーフ ワーキングハンズ」（2023年）
  - 「オキーフ ヘルシーフィート」（2024年）

## ディスコグラフィ
男闘呼組時代の活動については「男闘呼組」を参照

### シングル
| ＃ | 発売日        | タイトル               | カップリング       |
| -- | ------------- | ---------------------- | ------------------ |
| 1  | 1994年9月21日 | 永遠のひととき         | KISSで抱きしめたい |
| 2  | 1995年7月21日 | INFERNO!               | ピリオド           |
| 3  | 2004年1月21日 | ボクノスベテダッタノニ | Anytime            |
| 4  | 2004年4月21日 | Same old scene         | Song For You       |

### 配信限定シングル
| ＃ | 発売日       | タイトル                          | レーベル      |
| -- | ------------ | --------------------------------- | ------------- |
| 1  | 2022年4月8日 | どんでん返しのラストシーン/パズル | TOKYO RECORDS |

### アルバム
| ＃ | 発売日         | タイトル        |
| -- | -------------- | --------------- |
| 1  | 1994年9月21日  | WUDDAYACALLIT   |
| 2  | 1995年8月23日  | Jack In The Box |
| 3  | 2004年7月28日  | Free Way        |
| 4  | 2007年11月28日 | OVER LIFE       |
| 5  | 2009年2月25日  | PARALLEL WORLD  |

### ライブアルバム
| ＃ | 発売日       | タイトル            |
| -- | ------------ | ------------------- |
| 1  | 2009年7月1日 | LIVE PARALLEL WORLD |

### ミニアルバム
| ＃ | 発売日         | タイトル             |
| -- | -------------- | -------------------- |
| 1  | 2006年11月23日 | Welcome My Room      |
| 2  | 2022年6月15日  | 犬も歩けば棒に当たる |

### 参加アルバム
- SHOOT THE GUITARIST（1990年5月2日、ギターインスト曲『DAD & SON』の作曲&演奏）
- FLOWER TRAVELLIN' BAND tribute （2000年9月20日発売）ショウジナリ〜タ名義、5曲目　CRASH
- Little Black Dress「哀愁のメランコリー feat.成田昭次」（2021年3月31日発売）アルバム『浮世歌』（2021年5月12日発売）にも収録

### 「INORGANIC」名義作品
アルバム
- Deep Emotion
- INORGANIC.2

### 「What's」名義作品
アルバム
- This （2002年）
- What's （LIVE盤、2002年）

### 「Snag」名義作品
アルバム
- Snag LIVE（LIVE盤、2007年）

### 「成田商事」名義作品
配信シングル
- ボストンバッグ／社員募集中（先行配信、2022年）

### 「NARITA THOMAS SIMPSON」名義作品
- 冒険者たちのうた（2024年）

### 「Rockon Social Club」名義作品
- 1988（アルバム、2023年）[19]

非売品
2009年8月1日、2日 バーズデーライブＣＤ2曲入り

## バンド活動

### Sheriff
1997年結成。
メンバー
- 成田昭次 （ボーカル、ギター）
- 高橋和也 （ボーカル、ギター）
- DAIRA（ギター）
- 近藤洋史 （ベース）
- 西村ヒロ （ブルースハープ）
- 石田一郎（ドラム）

### INORGANIC
1997年、昔からの知り合いで結成。 2001年解散。
メンバー
- 成田昭次 （ボーカル、ギター）
- 樋渡尚崇 （ベース）
- 平山牧伸 （ドラム、愛称：ヒラポン、男闘呼組のサポートメンバー、元「大事MANブラザーズバンド」）

### What's
2001年8月1日結成。
メンバー
- 成田昭次 （ボーカル、ギター）
- 山中真一 （ベース、「replica」のメンバー）
- 四ツ田ヨシヒロ （ドラム、愛称・ヨッシー）

脱退メンバー
- 村上淳一 （ギター、「MOOZY」のメンバー）
- 小西昭次郎 （ドラム）

### SNAG
2006年12月結成。
メンバー
- 成田昭次 （ボーカル、ギター）
- 慎吾 （ドラム、「KILLERS」などのメンバー）
- 中村泰造 （ベース、「cune」などのメンバー）
- 男也（ギター）

### NARITA THOMAS SIMPSON
旧名：成田商事。2022年6月結成。2023年9月に現バンド名に改名。
メンバー
- 成田昭次（ボーカル、ギター）
- 寺岡呼人（ベース）
- 青山英樹（ドラム）

### Rockon Social Club
2023年1月解禁。
伝説的復活をした男闘呼組メンバーを中心とした、寺岡呼人プロデュースによる新バンド「Rockon Social Club」。
- 成田昭次（ボーカル、ギター）
- 高橋和也（ボーカル、ベース）
- 岡本健一（ボーカル、ギター）
- 前田耕陽（ボーカル、キーボード）
- 青山英樹（ドラム）
- 寺岡呼人（プロデューサー、ギター、ベース）